# Barrio Jesús de Nazaret
Barrio Jesús de Nazaret es una localidad argentina ubicada en el distrito Rodeo del Medio del Departamento Maipú, Provincia de Mendoza. Se halla al sur de la localidad de Rodeo del Medio y al este de Maipú, estando conformado por un complejo habitacional construido sobre la calle Moreno. Cuenta con un centro de salud.